# 潮女私房菜
《潮女私房菜》（英語：Pieces of April）是一部2003年的美國喜劇劇情片，由彼得·希席斯執導，姬蒂·荷姆絲等主演。電影描述一名與家庭鬧翻了的年輕女子在感恩節當天邀請家人到她在紐約的家吃火雞大餐的故事。
此片在日舞影展上首映。

## 演員表
- 姬蒂·荷姆絲 飾 April Burns
- 戴力·陸克 飾 Bobby
- 奥利弗·普莱特 飾 Jim Burns
- 派翠西娅·克拉克森 飾 Joy Burns
- 艾麗森·皮爾 飾 Beth Burns
- 小约翰·加拉赫 飾 Timmy Burns
- Alice Drummond 飾 Grandma Dottie
- Isiah Whitlock, Jr. 飾 Eugene
- Lillias White 飾 Evette
- 肖恩·海斯 飾 Wayne
- Sisqó 飾 Latrell

## 外部連結
- 官方网站
- 互联网电影数据库（IMDb）上《Pieces of April》的资料（英文）
- 爛番茄上《潮女私房菜》的資料（英文）